# Freddy Rincón
Freddy Eusebio Rincón (Buenaventura, 14 augustus 1966 – Cali, 13 april 2022) was een voetballer uit Colombia, die na zijn actieve loopbaan het trainersvak instapte. Hij speelde als (aanvallende) middenvelder in Colombia, Spanje, Italië en Brazilië gedurende zijn carrière. De 1,88 meter lange middenvelder had als bijnaam El Coloso de Buenaventura ("De Kolos uit Buenaventura"). 
Rincón overleed op 55-jarige leeftijd aan de verwondingen die hij opliep bij een auto-ongeluk.

## Clubcarrière
Rincón speelde zes seizoenen als middenvelder in eigen land, voordat hij in 1993 naar Brazilië vertrok en zich aansloot bij Palmeiras. Nadien speelde hij in Europa voor SSC Napoli en Real Madrid. Hij speelde in totaal 45 duels (zeven goals) in de Copa Libertadores.
In april 2007 bepaalde een Braziliaanse rechtbank dat Santos FC een bedrag van 2,5 miljoen euro moest betalen aan Rincón. De aanvaller was in 2003 in conflict gekomen met zijn oude werkgever. Hij claimde 5,2 miljoen euro wegens achterstallig salaris en andere inkomsten. Santos spande daarop een rechtszaak aan tegen Rincón en eiste 730.000 euro wegens smaad. De rechter stelde de Colombiaan in mei 2004 in het gelijk, maar halveerde wel zijn claim. Beide partijen gingen daarop in beroep bij de arbeidsrechter.

## Interlandcarrière
Rincón kwam in totaal 84 keer (zeventien doelpunten) uit voor de nationale ploeg van Colombia in de periode 1990–2001. Onder leiding van bondscoach Francisco Maturana maakte hij zijn debuut op 2 februari 1990 in het vriendschappelijke duel tegen Uruguay in Miami, dat Colombia met 2-0 verloor door treffers van Pedro Pedrucci en William Castro. Het duel betekende tevens het debuut van Gustavo Restrepo van Atlético Nacional.
Rincón nam met zijn vaderland deel aan drie opeenvolgende WK-eindronden: 1990, 1994 en 1998. Befaamd is vooral het doelpunt dat Rincón maakte in de negentigste minuut tijdens het derde en laatste groepsduel tegen West-Duitsland bij het WK voetbal 1990. Zijn treffer betekende de gelijkmaker (1-1), waardoor Colombia zich voor het eerst in de geschiedenis wist te plaatsen voor de tweede ronde bij een WK-eindronde. Daarin werd de ploeg uitgeschakeld door Kameroen, dat met 2-1 won door twee treffers in de verlenging van veteraan Roger Milla.

## Interlands
| Interlands van Freddy Rincón voor Colombia | Interlands van Freddy Rincón voor Colombia | Interlands van Freddy Rincón voor Colombia | Interlands van Freddy Rincón voor Colombia | Interlands van Freddy Rincón voor Colombia | Interlands van Freddy Rincón voor Colombia |
| №                                          | Datum                                      | Wedstrijd                                  | Uitslag                                    | Competitie                                 | Goals                                      |
| Als speler van América de Cali             | Als speler van América de Cali             | Als speler van América de Cali             | Als speler van América de Cali             | Als speler van América de Cali             | Als speler van América de Cali             |
| ------------------------------------------ | ------------------------------------------ | ------------------------------------------ | ------------------------------------------ | ------------------------------------------ | ------------------------------------------ |
| 1                                          | 2 februari 1990                            | Uruguay – Colombia                         | 2 – 0                                      | Oefeninterland                             |                                            |
| 2                                          | 4 februari 1990                            | Verenigde Staten – Colombia                | 1 – 1                                      | Oefeninterland                             |                                            |
| 3                                          | 20 februari 1990                           | Colombia – Sovjet-Unie                     | 0 – 0                                      | Oefeninterland                             |                                            |
| 4                                          | 17 april 1990                              | Mexico – Colombia                          | 2 – 0                                      | Oefeninterland                             |                                            |
| 5                                          | 22 april 1990                              | Verenigde Staten – Colombia                | 0 – 1                                      | Oefeninterland                             |                                            |
| 6                                          | 4 mei 1990                                 | Colombia – Polen                           | 2 – 1                                      | Oefeninterland                             |                                            |
| 7                                          | 26 mei 1990                                | Egypte – Colombia                          | 1 – 1                                      | Oefeninterland                             | Goal                                       |
| 8                                          | 2 juni 1990                                | Hongarije – Colombia                       | 3 – 1                                      | Oefeninterland                             | Goal                                       |
| 9                                          | 9 juni 1990                                | VA Emiraten – Colombia                     | 0 – 2                                      | WK-eindronde                               |                                            |
| 10                                         | 14 juni 1990                               | Joegoslavië – Colombia                     | 1 – 0                                      | WK-eindronde                               |                                            |
| 11                                         | 19 juni 1990                               | West-Duitsland – Colombia                  | 1 – 1                                      | WK-eindronde                               | Goal                                       |
| 12                                         | 23 juni 1990                               | Kameroen – Colombia                        | 2 – 1                                      | WK-eindronde                               |                                            |
| 13                                         | 29 januari 1991                            | Mexico – Colombia                          | 0 – 0                                      | Oefeninterland                             |                                            |
| 14                                         | 3 februari 1991                            | Zwitserland – Colombia                     | 3 – 2                                      | Oefeninterland                             | Goal                                       |
| 15                                         | 6 juni 1991                                | Zweden – Colombia                          | 2 – 2                                      | Oefeninterland                             | Goal                                       |
| 16                                         | 25 juni 1991                               | Costa Rica – Colombia                      | 0 – 1                                      | Oefeninterland                             |                                            |
| 17                                         | 7 juli 1991                                | Colombia – Ecuador                         | 1 – 0                                      | Copa América                               |                                            |
| 18                                         | 11 juli 1991                               | Colombia – Bolivia                         | 0 – 0                                      | Copa América                               |                                            |
| 19                                         | 13 juli 1991                               | Brazilië – Colombia                        | 0 – 2                                      | Copa América                               |                                            |
| 20                                         | 15 juli 1991                               | Uruguay – Colombia                         | 1 – 0                                      | Copa América                               |                                            |
| 21                                         | 17 juli 1991                               | Chili – Colombia                           | 1 – 1                                      | Copa América                               |                                            |
| 22                                         | 19 juli 1991                               | Brazilië – Colombia                        | 2 – 0                                      | Copa América                               |                                            |
| 23                                         | 21 juli 1991                               | Argentinië – Colombia                      | 2 – 1                                      | Copa América                               |                                            |
| 24                                         | 31 juli 1992                               | Verenigde Staten – Colombia                | 0 – 1                                      | Oefeninterland                             |                                            |
| 25                                         | 2 augustus 1992                            | Mexico – Colombia                          | 0 – 0                                      | Oefeninterland                             |                                            |
| 26                                         | 24 februari 1993                           | Venezuela – Colombia                       | 0 – 0                                      | Oefeninterland                             |                                            |
| 27                                         | 31 maart 1993                              | Colombia – Costa Rica                      | 4 – 1                                      | Oefeninterland                             |                                            |
| 28                                         | 30 mei 1993                                | Chili – Colombia                           | 1 – 1                                      | Oefeninterland                             |                                            |
| 29                                         | 6 juni 1993                                | Colombia – Chili                           | 1 – 0                                      | Oefeninterland                             |                                            |
| 30                                         | 16 juni 1993                               | Colombia – Mexico                          | 2 – 1                                      | Copa América                               |                                            |
| 31                                         | 20 juni 1993                               | Colombia – Bolivia                         | 1 – 1                                      | Copa América                               |                                            |
| 32                                         | 23 juni 1993                               | Argentinië – Colombia                      | 1 – 1                                      | Copa América                               | Goal                                       |
| 33                                         | 1 juli 1993                                | Argentinië – Colombia                      | 0 – 0                                      | Copa América                               |                                            |
| 34                                         | 3 juli 1993                                | Ecuador – Colombia                         | 0 – 1                                      | Copa América                               |                                            |
| 35                                         | 2 augustus 1993                            | Colombia – Paraguay                        | 0 – 0                                      | WK-kwalificatie                            |                                            |
| 36                                         | 8 augustus 1993                            | Peru – Colombia                            | 0 – 1                                      | WK-kwalificatie                            | Goal                                       |
| 37                                         | 15 augustus 1993                           | Colombia – Argentinië                      | 2 – 1                                      | WK-kwalificatie                            |                                            |
| 38                                         | 22 augustus 1993                           | Paraguay – Colombia                        | 1 – 1                                      | WK-kwalificatie                            | Goal                                       |
| 39                                         | 29 augustus 1993                           | Colombia – Peru                            | 4 – 0                                      | WK-kwalificatie                            | Goal                                       |
| 40                                         | 5 september 1993                           | Argentinië – Colombia                      | 0 – 5                                      | WK-kwalificatie                            | Goal · Goal                                |
| Als speler van Palmeiras                   |                                            |                                            |                                            |                                            |                                            |
| 41                                         | 3 juni 1994                                | Colombia – Noord-Ierland                   | 2 – 0                                      | Oefeninterland                             |                                            |
| 42                                         | 5 juni 1994                                | Colombia – Griekenland                     | 2 – 0                                      | Oefeninterland                             | Goal                                       |
| 43                                         | 18 juni 1994                               | Colombia – Roemenië                        | 1 – 3                                      | WK-eindronde                               |                                            |
| 44                                         | 22 juni 1994                               | Verenigde Staten – Colombia                | 2 – 1                                      | WK-eindronde                               |                                            |
| 45                                         | 26 juni 1994                               | Zwitserland – Colombia                     | 0 – 2                                      | WK-eindronde                               |                                            |
| Als speler van SSC Napoli                  |                                            |                                            |                                            |                                            |                                            |
| 46                                         | 17 juni 1995                               | Colombia – Nigeria                         | 1 – 0                                      | Oefeninterland                             |                                            |
| 47                                         | 21 juni 1995                               | Colombia – Mexico                          | 0 – 0                                      | Oefeninterland                             |                                            |
| 48                                         | 25 juni 1995                               | Verenigde Staten – Colombia                | 0 – 0                                      | Oefeninterland                             |                                            |
| Als speler van Real Madrid                 |                                            |                                            |                                            |                                            |                                            |
| 49                                         | 7 juli 1995                                | Colombia – Peru                            | 1 – 1                                      | Copa América                               |                                            |
| 50                                         | 10 juli 1995                               | Colombia – Ecuador                         | 1 – 0                                      | Copa América                               | Goal                                       |
| 51                                         | 13 juli 1995                               | Brazilië – Colombia                        | 3 – 0                                      | Copa América                               |                                            |
| 52                                         | 16 juli 1995                               | Colombia – Paraguay                        | 1 – 1                                      | Copa América                               | Goal                                       |
| 53                                         | 19 juli 1995                               | Uruguay – Colombia                         | 2 – 0                                      | Copa América                               |                                            |
| 54                                         | 22 juli 1995                               | Colombia – Verenigde Staten                | 4 – 1                                      | Copa América                               | Goal                                       |
| 55                                         | 6 september 1995                           | Engeland – Colombia                        | 0 – 0                                      | Oefeninterland                             |                                            |
| 56                                         | 30 november 1995                           | Mexico – Colombia                          | 2 – 2                                      | Oefeninterland                             |                                            |
| 57                                         | 20 december 1995                           | Brazilië – Colombia                        | 3 – 1                                      | Oefeninterland                             |                                            |
| 58                                         | 24 april 1996                              | Colombia – Paraguay                        | 1 – 0                                      | WK-kwalificatie                            |                                            |
| 59                                         | 29 mei 1996                                | Colombia – Schotland                       | 1 – 0                                      | Oefeninterland                             |                                            |
| 60                                         | 2 juni 1996                                | Peru – Colombia                            | 1 – 1                                      | WK-kwalificatie                            |                                            |
| Als speler van Palmeiras                   |                                            |                                            |                                            |                                            |                                            |
| 61                                         | 7 juli 1996                                | Colombia – Uruguay                         | 3 – 1                                      | WK-kwalificatie                            |                                            |
| 62                                         | 9 oktober 1996                             | Ecuador – Colombia                         | 0 – 1                                      | WK-kwalificatie                            |                                            |
| 63                                         | 10 november 1996                           | Bolivia – Colombia                         | 2 – 2                                      | WK-kwalificatie                            | Goal                                       |
| 64                                         | 15 december 1996                           | Venezuela – Colombia                       | 0 – 2                                      | WK-kwalificatie                            |                                            |
| Als speler van Corinthians                 |                                            |                                            |                                            |                                            |                                            |
| 65                                         | 12 februari 1997                           | Colombia – Argentinië                      | 0 – 1                                      | WK-kwalificatie                            |                                            |
| 66                                         | 30 april 1997                              | Colombia – Peru                            | 0 – 1                                      | WK-kwalificatie                            |                                            |
| 67                                         | 20 juli 1997                               | Colombia – Ecuador                         | 1 – 0                                      | WK-kwalificatie                            |                                            |
| 68                                         | 6 augustus 1997                            | Jamaica – Colombia                         | 1 – 0                                      | Oefeninterland                             |                                            |
| 69                                         | 20 augustus 1997                           | Colombia – Bolivia                         | 3 – 0                                      | WK-kwalificatie                            |                                            |
| 70                                         | 10 september 1997                          | Colombia – Venezuela                       | 1 – 0                                      | WK-kwalificatie                            |                                            |
| 71                                         | 16 november 1997                           | Argentinië – Colombia                      | 1 – 1                                      | WK-kwalificatie                            |                                            |
| 72                                         | 25 maart 1998                              | Colombia – Joegoslavië                     | 0 – 0                                      | Oefeninterland                             |                                            |
| 73                                         | 23 mei 1998                                | Schotland – Colombia                       | 2 – 2                                      | Oefeninterland                             | Goal                                       |
| 74                                         | 30 mei 1998                                | Duitsland – Colombia                       | 3 – 1                                      | Oefeninterland                             |                                            |
| 75                                         | 3 juni 1998                                | België – Colombia                          | 2 – 0                                      | Oefeninterland                             |                                            |
| 76                                         | 15 juni 1998                               | Roemenië – Colombia                        | 1 – 0                                      | WK-eindronde                               |                                            |
| 77                                         | 22 juni 1998                               | Colombia – Tunesië                         | 1 – 0                                      | WK-eindronde                               |                                            |
| 78                                         | 26 juni 1998                               | Colombia – Engeland                        | 0 – 2                                      | WK-eindronde                               |                                            |
| 79                                         | 13 oktober 1999                            | Argentinië – Colombia                      | 2 – 1                                      | Oefeninterland                             |                                            |
| Als speler van Santos                      |                                            |                                            |                                            |                                            |                                            |
| 80                                         | 28 maart 2000                              | Colombia – Brazilië                        | 0 – 0                                      | WK-kwalificatie                            |                                            |
| 81                                         | 26 april 2000                              | Bolivia – Colombia                         | 1 – 1                                      | WK-kwalificatie                            |                                            |
| 82                                         | 4 juni 2000                                | Colombia – Venezuela                       | 3 – 0                                      | WK-kwalificatie                            |                                            |
| 83                                         | 29 juni 2000                               | Colombia – Argentinië                      | 1 – 3                                      | WK-kwalificatie                            |                                            |
| Als speler van Cruzeiro                    |                                            |                                            |                                            |                                            |                                            |
| 84                                         | 3 juni 2001                                | Argentinië – Colombia                      | 3 – 0                                      | WK-kwalificatie                            |                                            |

## Erelijst
Independiente Santa Fe
- Copa Colombia: 1989

 América de Cali
- Categoría Primera A: 1990, 1992

 Palmeiras
- Campeonato Brasileiro Série A: 1994
- Campeonato Paulista: 1994

 Corinthians
- Campeonato Brasileiro Série A: 1998, 1999
- Campeonato Paulista: 1999
- FIFA Club World Championship: 2000

Individueel
- Bola de Prata: 1999